# سیارک ۵۴۰

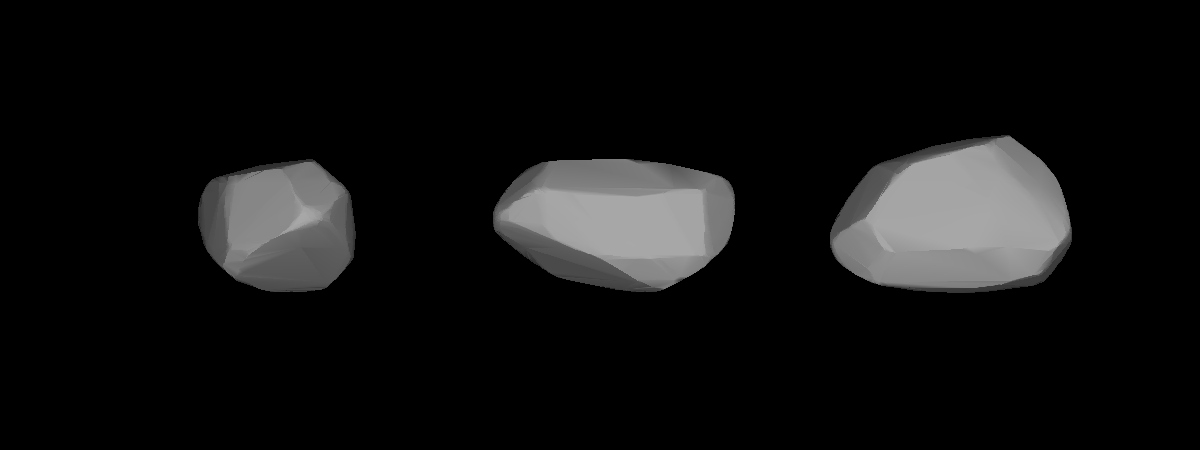
سیارک ۵۴۰

سیارک ۵۴۰ (به انگلیسی: 540 Rosamunde، نامگذاری:1904ON) پانصد و چهلمین سیارک کشف شده‌است که در ۳ اوت ۱۹۰۴ و در هایدلبرگ کشف شد.
قدر مطلق سیارک برابر ۱۰٫۷۶ است.